# Doğan Apartmanı
Das Doğan Apartmanı ist ein Ende des 19. Jahrhunderts errichteter Wohnkomplex im Stadtteil Beyoğlu der türkischen Metropole Istanbul (früher Konstantinopel-Pera).
Bereits vor dem Ersten Weltkrieg war der Komplex, der damals Nahid Bey Han hieß, überwiegend von Europäern bewohnt, zum Teil britischen Angestellten der Ottomanbank und deutschen Ingenieuren von Unternehmen wie Siemens und Holzmann, die am Bau von Großprojekten wie der Bagdadbahn beteiligt waren. Ein prominenter Bewohner in dieser Zeit war der deutsche Journalist und Philologe Friedrich Schrader (wohnhaft Nahid Bey Han 14). 
Nach 1933 wohnten auch zahlreiche Deutsche in dem Gebäude, die vor den Nationalsozialisten in der Türkei Zuflucht gefunden hatten. Bis heute ist der inzwischen betagte Wohnkomplex, der mitten im kulturellen Zentrum Istanbuls, dem Stadtteil Beyoğlu, liegt, beliebt bei Europäern, die als Wissenschaftler oder Geschäftsleute für kürzere oder längere Zeit am Bosporus leben.
Das restaurierte Dogan Apartmani ist inzwischen eines der schicksten und luxuriösesten Quartiere in Beyoglu, mit prominenten Bewohnern wie Tarkan, Sezen Aksu, Şener Şen, und Okan Bayülgen.